# Ojo esquizocroal

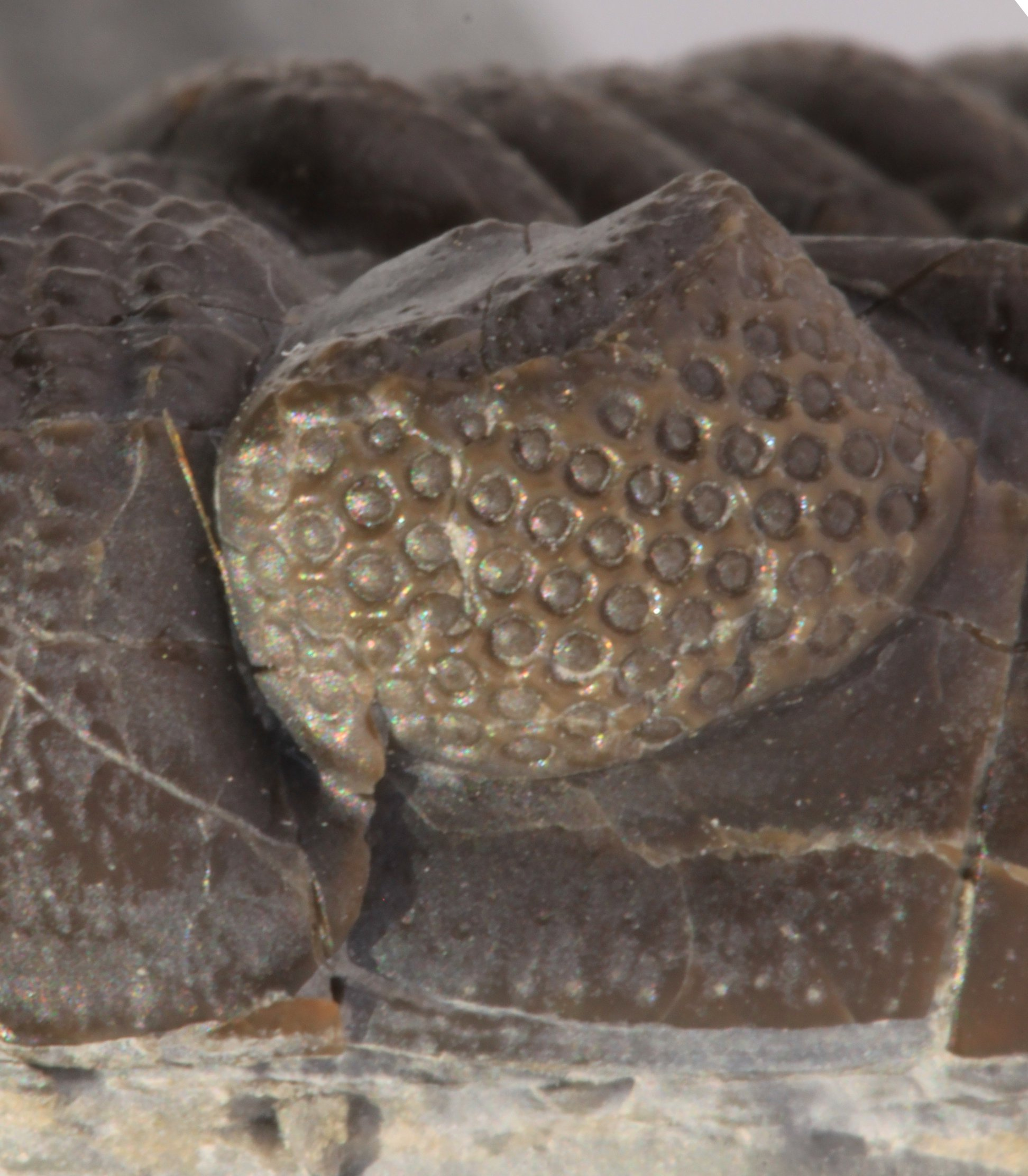
Ojo esquizocroal de Phacops rana.

Los ojos esquizocroales son un tipo de ojos compuestos formados por varias lentes separadas por un material llamado esclerótida. Este tipo de ojos es exclusivo de un orden de trilobites, los Phacopina. Parece ser que este tipo de ojos serían útiles en condiciones de poca luminosidad, por lo que es probable que los Phacopina fueran animales de hábitos nocturnos. Otros análisis sugieren la posibilidad de que estos ojos permitieran una visión estereoscópica de 360°. Con la extinción de estos trilobites en el Devónico superior desaparecieron los ojos esquizocroales, conservándose solamente como fósiles.